# Nationalisations en France
Les nationalisations en France sont l'ensemble des nationalisations des biens ou entreprises n'appartenant pas originellement à l'État français. La nationalisation peut être totale si toute l'entreprise passe dans le secteur public, ou partielle, si seulement une partie du capital est achetée.

## Ancien Régime
Les premières nationalisations ont lieu sous l'Ancien Régime. Il s'agit alors pour le pouvoir royal de renforcer son pouvoir sur l'appareil économique afin de structurer le tissu productif français. Ces interventions étaient souvent motivées par une doctrine mercantiliste. Ainsi, en 1662, Jean-Baptiste Colbert nationalise la manufacture des Gobelins,. La manufacture de Sèvres est ensuite nationalisée en 1756.
L'utilisation du terme de « nationalisation » est toutefois sujette à caution, car le concept est alors anachronique : ces entreprises sont acquises par le roi sur les fonds publics, qui ne sont pas nécessairement distincts de ses fonds propres.
| Nationalisations sous l'Ancien Régime | Nationalisations sous l'Ancien Régime |
| ------------------------------------- | ------------------------------------- |
| 1662                                  | Manufacture des Gobelins              |
| 1756                                  | Manufacture de Sèvres                 |

## Révolution française et Première République (1789-1804)
Certains biens, appartenant notamment à l'Église catholique et à la noblesse, sont nationalisés par la France révolutionnaire. Ces biens, appelés biens nationaux, sont ensuite vendus afin de renflouer le Trésor.

## Premier Empire (1804-1814)
Napoléon Bonaparte nationalise en 1810 la production et la vente de tabac,. Cette mesure a une vocation fiscale avant tout. Jacques Duclos rappellera cet épisode en 1945 pour souligner que les nationalisations voulues par le gouvernement provisoire ne sauraient fonder une véritable politique socialiste, car « si les nationalisations étaient le propre du socialisme, Napoléon Ier serait un socialiste parfait, puisqu'il a mis fin au monopole des tabacs ».

## Deuxième République (1848-1852)
La nationalisation des compagnies d'assurance, ainsi que celle des chemins de fer, sont proposées à l'Assemblée nationale législative sous la Deuxième République. Alphonse de Lamartine et Louis-Antoine Garnier-Pagès l'envisagent rapidement.

## Second Empire (1852-1870)
Napoléon III nationalise par décret, le 6 juillet 1854, le Crédit foncier de France. Les nationalisations font déjà partie des revendications de certaines sociétés socialisantes. 
| Nationalisations sous le Second Empire | Nationalisations sous le Second Empire |
| -------------------------------------- | -------------------------------------- |
| 1854                                   | Crédit foncier de France               |

## Troisième République (1870-1940)

### Jusqu'à la Première Guerre mondiale
Les projets de nationalisation sont principalement portés par les socialistes sous la Troisième République. Jules Guesde vote en 1897 un texte en faveur de la nationalisation de la Banque de France, qui échoue. Le groupe socialiste propose ces nationalisations ou bien pour des raisons pratiques, ou bien idéologiques.
L'État nationalise les réseaux téléphoniques en 1889. La première nationalisation à caractère économique a lieu en 1907. L'État vole au secours de la Compagnie ferroviaire de l'Ouest, en difficulté financière.
| Nationalisations sous la Troisième République (1870-1918) | Nationalisations sous la Troisième République (1870-1918) |
| --------------------------------------------------------- | --------------------------------------------------------- |
| 1877-1879                                                 | Réseau des chemins de fer de l’État                       |
| 1889                                                      | Réseaux téléphoniques divers                              |
| 1907-1908                                                 | Compagnie ferroviaire de l'Ouest                          |

### L'après Première Guerre mondiale
En 1919, l'État prend le contrôle des mines de potasse d'Alsace. Ces premières nationalisations sont exceptionnelles. La nationalisation des caisses de crédit agricole, qui deviennent la Caisse nationale de crédit agricole, est un cas singulier. 
Certaines nationalisations sont partielles. C'est le cas de celle la Compagnie nationale du Rhône en 1921. La nationalisation était rendue nécessaire par les hauts niveaux d'investissements requis. C'est aussi le cas, trois ans plus tard, de la Compagnie française des pétroles ; l'État montera à 35% du capital en 1931. 
La nationalisation n'est pas une revendication majeure dans la vie politique avant les années 1930. Elle apparaît, discrètement, dans le programme du cartel des gauches. Ce n'est qu'alors qu'elle devient un objet de débat entre la Section française de l'Internationale ouvrière (SFIO) et les partis avec lesquels elle pense pouvoir gouverner. 
| Nationalisations sous la Troisième République (1919-1935) | Nationalisations sous la Troisième République (1919-1935) |
| --------------------------------------------------------- | --------------------------------------------------------- |
| 1919                                                      | Mines de potasse d'Alsace                                 |
| 1920                                                      | Crédit agricole                                           |
| 1921                                                      | Compagnie nationale du Rhône                              |
| 1924                                                      | Compagnie française des pétroles                          |

### Sous le Front populaire
Le Front populaire promeut les nationalisations dans son programme de campagne. Conformément à son programme, il nationalise les usines d'armement dès le 11 août 1936. Il nationalise également les compagnies de chemins de fer en créant la SNCF le 31 août 1937. Le secteur de la construction aérienne est également nationalisé en août 1936 et début 1937, et répartie au sein de six entreprises (SNCASO, SNCASE, SNCAC, SNCAN, SNCAO, SNCAM). Seuls les motoristes aéronautiques (Caudron-Renault, Gnome et Rhône, Lorraine-Dietrich, Hispano-Suiza) échappent à la nationalisation forcée, mais le seront à la Libération. 
Toutefois, le programme de nationalisations du Front populaire était beaucoup plus important que celui effectivement réalisé. La Banque de France n'est par exemple pas nationalisée, quoique le gouvernement y affermisse son contrôle. Les freins à ces nationalisations sont de trois types. D'abord, la résistance patronale. Mis à part les sociétés très déficitaires comme celles des chemins de fer, les patrons sont très hostiles à ces nationalisations. Si les socialistes de la SFIO apparaissent favorables aux nationalisations, c'est moins vrai pour les radicaux et les communistes. Les radicaux se méfient de l'interventionnisme de l'État, tandis que les communistes rejettent une solution réformiste renforçant le système capitaliste. Dernier frein, enfin, la conjoncture. Les réformes monétaires et les réformes de structure accaparent les gouvernements du Front populaire entre 1936 et 1938. Cette période a le mérite d'ouvrir le débat concernant les nationalisations : qui, pourquoi et comment. Avant 1936, ce type de débats concernait seulement quelques initiés. Il est désormais sur la place publique.
| Nationalisations sous la Troisième République (1936-1938) | Nationalisations sous la Troisième République (1936-1938) |
| --------------------------------------------------------- | --------------------------------------------------------- |
| 1936                                                      | Diverses entreprises d'armement                           |
| 1936                                                      | Schneider et Cie                                          |
| 1936-1937                                                 | Diverses sociétés aéronautiques                           |
| 1937                                                      | Société nationale des chemins de fer français             |

## Seconde Guerre mondiale (1940-1944)

### Côté régime de Vichy
Le régime de Vichy met en œuvre une politique de nationalisation, quoique ses motifs soient souvent différents de ceux avancés par le Front populaire. Il nationalise l'agence de presse Havas qui devient l'AFP à la Libération, à des fins de contrôle de l'information, ainsi que la Société française de radio-diffusion et la Société nouvelle Pathé Cinéma. Dans un objectif stratégique, la Société nationale des pétroles d’Aquitaine est nationalisée.
| Nationalisations sous le Régime de Vichy (1940-1944) | Nationalisations sous le Régime de Vichy (1940-1944) | Nationalisations sous le Régime de Vichy (1940-1944) |
| ---------------------------------------------------- | ---------------------------------------------------- | ---------------------------------------------------- |
| 1940                                                 | Agence Havas-Publicité                               | Information                                          |
| 1940                                                 | Société nouvelle Pathé Cinéma                        | Information                                          |
| 1941                                                 | Société nationale des pétroles d'Aquitaine           | Énergie                                              |
| 1942                                                 | Société française de radio-diffusion                 | Information                                          |

### Côté France Libre
Le programme du Conseil national de la Résistance (CNR) réclame dès 1944 le « retour à la nation de tous les grands moyens de productions monopolisées, fruits du travail commun, des sources d'énergie, des richesses du sous-sol, des compagnies d'assurance et des grandes banques ». Quatre raisons majeures expliquent ce choix. La sanction pour collaboration (soit réelle, soit couvrant un règlement de comptes), la mise en place d'une « démocratie économique et sociale », la rationalisation de l'économie et l'urgence de la reconstruction.

## Gouvernement provisoire de la République française (1944-1946)

### Première vague (décrets)
Le Gouvernement provisoire de la République française succède au régime de Vichy à la tête de l’État. Il est successivement dirigé par Charles de Gaulle, Félix Gouin, Georges Bidault et Léon Blum. Trois vagues de nationalisation se succèdent, dont deux sous le gouvernement provisoire. La première vague a lieu de décembre 1944 à janvier 1945, sous l'égide de Charles de Gaulle.
Il nationalise par ordonnance, notamment, les Houillères du bassin du Nord et du Pas-de-Calais (décembre 1944) et les Charbonnages de France (14 décembre 1944), qui exploitent des matériaux stratégiques au redressement du pays. Renault est nationalisé le 16 janvier 1945, sans compensation financière, pour collaboration avec l'ennemi, et devient une régie.  
Si elles font l'objet d'une adhésion générale, ces nationalisations ne remportent pas une adhésion totale. Joseph Laniel dit à l'Assemblée nationale : « Les néophytes de la révolution [...] ont exigé des nationalisations immédiates. Les nouveaux dieux ont soif ». 
| Nationalisations sous le Gouvernement provisoire de la République française (1944-1945) | Nationalisations sous le Gouvernement provisoire de la République française (1944-1945) | Nationalisations sous le Gouvernement provisoire de la République française (1944-1945) |
| --------------------------------------------------------------------------------------- | --------------------------------------------------------------------------------------- | --------------------------------------------------------------------------------------- |
| 1944                                                                                    | Houillères du bassin du Nord et du Pas-de-Calais                                        | Énergie                                                                                 |
| 1944                                                                                    | Charbonnages de France                                                                  | Énergie                                                                                 |
| 1945                                                                                    | Renault                                                                                 | Transports (punitif)                                                                    |
| 1945                                                                                    | Gnome et Rhône                                                                          | Transports                                                                              |

### Deuxième vague (lois)
La deuxième vague a lieu du 29 mai 1945 au 17 juin 1946. Il s'agit cette fois-ci de lois. Sont nationalisés les transports aériens et l'industrie aéronautique (juin 1945), la Banque de France et les quatre plus grandes banques françaises (2 décembre 1945) suivent. Après le départ du général de Gaulle, le gaz et l'électricité (loi du 8 avril 1946) et les onze plus importantes compagnies d'assurance (25 avril 1946) sont nationalisés.
La nationalisation des banques s'est effectuée de manière rapide, afin d'éviter des mouvements spéculatifs qui ont pour but la réalisation de bénéfices à court terme. Le projet de loi a été déposé le vendredi 30 novembre au soir, après la fermeture de la bourse, pour être voté le 2 décembre et publié au Journal officiel dès le lendemain.
| Nationalisations sous le Gouvernement provisoire de la République française (1945-1946) | Nationalisations sous le Gouvernement provisoire de la République française (1945-1946) | Nationalisations sous le Gouvernement provisoire de la République française (1945-1946) |
| --------------------------------------------------------------------------------------- | --------------------------------------------------------------------------------------- | --------------------------------------------------------------------------------------- |
| 1945                                                                                    | Air Bleu, Air France Transatlantique                                                    | Transports                                                                              |
| 1945                                                                                    | Banque de France                                                                        | Crédit                                                                                  |
| 1945                                                                                    | Crédit Lyonnais                                                                         | Crédit                                                                                  |
| 1945                                                                                    | Société générale                                                                        | Crédit                                                                                  |
| 1945                                                                                    | Banque nationale du commerce et de l'industrie                                          | Crédit                                                                                  |
| 1945                                                                                    | Comptoir national d'escompte de Paris                                                   | Crédit                                                                                  |
| 1946                                                                                    | Entreprises d'électricité                                                               | Énergie                                                                                 |
| 1946                                                                                    | Entreprises de gaz                                                                      | Énergie                                                                                 |
| 1946                                                                                    | Entreprises d'assurances (34)                                                           | Énergie                                                                                 |
| 1946                                                                                    | Caisse des dépôts et consignations                                                      | Crédit                                                                                  |
| 1946                                                                                    | Crédit foncier (100 %)                                                                  | Crédit                                                                                  |
| 1946                                                                                    | Crédit national                                                                         | Crédit                                                                                  |
| 1946                                                                                    | Crédit agricole (100 %)                                                                 | Crédit                                                                                  |
| 1946                                                                                    | Banque de l'Algérie                                                                     | Crédit                                                                                  |

## Quatrième République (1946-1958)
La Quatrième République nationalise assez peu, l'essentiel des nationalisations nécessaires à la reconstruction ayant eu lieu sous l'égide du gouvernement provisoire. Toutefois, une troisième vague de nationalisations, de moindre ampleur, complète les deux précédentes actées sous le GPRF, du 23 février au 16 juin 1948.
Si la SFIO se déclare favorable à un secteur public fort, aucun comité interne travaille sur de nouvelles planifications. Par ailleurs, lorsque Guy Mollet accède à présidence du Conseil, il n'a aucune intention d'étendre le secteur public.

## Cinquième République (depuis 1958)

### Sous Charles de Gaulle (1958-1969)
Des années 1950 à 1981, le secteur nationalisé change peu. En revanche, l'État accroît ses participations minoritaires dans un nombre important d'entreprises au cours de cette période. En avril 1967, le Rapport Nora dénonce la centralisation économique de l'État. Il préconise une orientation plus commerciale et moins politique des entreprises nationalisées. La télévision est exemplaire. Jugée stratégique, la télévision est alors sous la coupe directe et pesante du ministère de l'Information. Ce carcan se desserre progressivement : 1968, introduction de la publicité ; 1969, suppression du ministère de l'Information puis décret libéralisant le statut du personnel.

### Sous Georges Pompidou (1969-1974)
Dans Le Nœud gordien, Georges Pompidou écrit : « La France n'est plus et ne veut plus être un pays purement capitaliste et libéral. De nombreuses nationalisations sont intervenues qu'aucun régime ne saura remettre en question ». Il ne nationalise aucune entreprise durant son mandat, considérant que les secteurs clefs l'ont déjà été.

### Sous Valéry Giscard d'Estaing (1974-1981)
En 1975, l'ORTF est éclaté en sept sociétés (TF1, Antenne 2, FR3, Radio France, INA, SFP, TDF).

### Sous François Mitterrand (1981-1995)

#### Plan Mauroy
L'élection du président de la République François Mitterrand s'accompagne d'une nouvelle vague de nationalisations indemnisées à hauteur de 39 milliards de francs. Ce plan de nationalisation figure au « programme commun de gouvernement » signé le 27 juin 1972 entre le Parti socialiste, le Parti communiste français et les Radicaux de gauche et repris parmi les « 110 propositions » du candidat Mitterrand en 1980-81. La loi de nationalisation devient effective le 13 février 1982 et touche de nombreux secteurs : industrie (Thomson, Saint-Gobain-Pont-à-Mousson, Rhône-Poulenc, Pechiney-Ugine-Kuhlmann, Sacilor, Usinor…) ou finances (Paribas, Suez, CIC, Crédit du Nord, Crédit commercial de France, Banque Rothschild, Banque Worms, Banque La Hénin…) tout particulièrement. En 1983, un salarié sur quatre travaille dans le secteur public.
| Nationalisations sous François Mitterrand I (1981-1988) | Nationalisations sous François Mitterrand I (1981-1988) | Nationalisations sous François Mitterrand I (1981-1988) |
| ------------------------------------------------------- | ------------------------------------------------------- | ------------------------------------------------------- |
| 1982                                                    | Thomson                                                 | Hautes technologies                                     |
| 1982                                                    | Saint-Gobain                                            | Hautes technologies                                     |
| 1982                                                    | Rhône-Poulenc                                           | Hautes technologies                                     |
| 1982                                                    | Pechiney-Ugine                                          | Hautes technologies                                     |
| 1982                                                    | Sacilor                                                 | Sidérurgie                                              |
| 1982                                                    | Usinor                                                  | Sidérurgie                                              |
| 1982                                                    | Paribas                                                 | Crédit                                                  |
| 1982                                                    | Suez                                                    | Énergie                                                 |
| 1982                                                    | CIC                                                     | Crédit                                                  |
| 1982                                                    | Crédit du Nord                                          | Crédit                                                  |
| 1982                                                    | Crédit commercial de France                             | Crédit                                                  |
| 1982                                                    | Banque Rothschild                                       | Crédit                                                  |
| 1982                                                    | Banque Worms                                            | Crédit                                                  |
| 1982                                                    | Banque La Hénin                                         | Crédit                                                  |

#### Première cohabitation
Ces entreprises qui jouent la carte de l'économie mixte en introduisant notamment des filiales sur le marché privé dès 1983, sont privatisées à la suite du retour aux affaires de la droite après leur succès aux élections législatives (16 mars 1986). C'est la première fois en France qu'un gouvernement pratique des « dénationalisations », parmi lesquels Saint-Gobain en 1986, CCF, Paribas et Suez en 1987. Le krach de 1987, parti des États-Unis, met un terme à cette politique de privatisation.  

#### Deuxième septennat
La réélection du président Mitterrand en 1988 donne naissance à la politique du « ni-ni » : ni nationalisation, ni privatisation. François Mitterrand souhaite revenir sur la politique de privatisation menée par Jacques Chirac, malgré la réticence de son Premier ministre. Sur la demande de François Mitterrand, une OPA est menée sur la Société générale, en vain. Rocard accepte certains échanges d'actions (entre Renault et Volvo) ou rachats d'entreprises privées (American Can par Pechiney), du fait de l'insistance du ministre de l'industrie, Roger Fauroux.  

#### Deuxième cohabitation
La victoire de la droite aux élections législatives de 1993 change la donne et une nouvelle vague de privatisations à partir du 19 juillet 1993 rend au secteur privé plus d'un million d'emplois, par exemple Rhône-Poulenc est privatisé en 1993, Usinor-Sacilor et Pechiney le sont en 1995. 
| Privatisations sous François Mitterrand II (1993-1995) | Privatisations sous François Mitterrand II (1993-1995) | Privatisations sous François Mitterrand II (1993-1995) |
| ------------------------------------------------------ | ------------------------------------------------------ | ------------------------------------------------------ |
| 1993                                                   | Rhône-Poulenc                                          | Production                                             |
| 1995                                                   | Usinor-Sacilor                                         | Production                                             |
| 1995                                                   | Pechiney                                               | Production                                             |

### Sous Jacques Chirac (1995-2007)
À la surprise de beaucoup, ce programme est également suivi par le gouvernement de la « gauche plurielle » dirigé par Lionel Jospin entre 1997 et 2002 avec la privatisation du CIC et Crédit du Nord en 1997 ainsi que Thomson-CSF en 1998 et Air France partiellement en 1999. On peut y voir, déjà, l'impact des problèmes croissants posés par la dette publique de la France. Au retour de la droite aux affaires en mai 2002, le mouvement de privatisations est ralenti en raison de la crise économique marquant la fin de la « bulle Internet » et des résistances fortes de certains employés du secteur public (EDF-GDF, par exemple). Les privatisations reprennent les années suivantes : vente de la majorité du capital de France Télécom, réduction à 15 % des parts dans Renault, ouverture du capital de Gaz de France, de la Snecma, procédures d'ouverture pour Électricité de France, privatisation des sociétés d'autoroutes…
| Privatisations sous Jacques Chirac II (2002-2007) | Privatisations sous Jacques Chirac II (2002-2007) | Privatisations sous Jacques Chirac II (2002-2007) |
| ------------------------------------------------- | ------------------------------------------------- | ------------------------------------------------- |
| 2003                                              | France Télécom                                    | Télécommunications                                |
| 2003                                              | Renault                                           | Transports                                        |
| 2003                                              | Gaz de France                                     | Énergie                                           |
| 2003                                              | Snecma                                            | Hautes technologies                               |
| 2003                                              | Électricité de France                             | Énergie                                           |
| 2005                                              | Diverses sociétés d'autoroutes                    | Infrastructures                                   |

### Sous Nicolas Sarkozy (2007-2012)
Nicolas Sarkozy nationalise provisoirement le groupe industriel de construction navale STX France afin de le protéger.

### Sous François Hollande (2012-2017)
François Hollande pratique plusieurs nationalisations sous son quinquennat, quoiqu'aucune ne soit intégrale. L’État entre en 2014 au capital de Groupe PSA pour en acheter plus de 12 % des parts, qui sont ensuite transférées à la Banque publique d'investissement (Bpifrance).
| Nationalisations sous François Hollande (2012-2012) | Nationalisations sous François Hollande (2012-2012) | Nationalisations sous François Hollande (2012-2012) |
| --------------------------------------------------- | --------------------------------------------------- | --------------------------------------------------- |
| 2014                                                | Groupe PSA (12 %)                                   | Transports                                          |

### Sous Emmanuel Macron (depuis 2017)
Emmanuel Macron est élu sur un programme libéral qui ne mentionne pas de nationalisations. Toutefois, en 2018, il nationalise à 100 % STX France, qui devient les Chantiers de l'Atlantique, pour protéger les intérêts stratégiques face à une tentative de rachat italienne. Si la nationalisation est censée être temporaire, l’État conserve finalement ses parts de manière pérenne. L’État augmente également fortement ses parts dans Air France-KLM afin de l'aider, sans dépasser la barre des 30 % d'actions détenues afin de ne pas être contraint à déclencher une OPA.
| Nationalisations sous Emmanuel Macron I (2017-2022) | Nationalisations sous Emmanuel Macron I (2017-2022) | Nationalisations sous Emmanuel Macron I (2017-2022) |
| --------------------------------------------------- | --------------------------------------------------- | --------------------------------------------------- |
| 2017                                                | STX France (100 %)                                  | Industrie                                           |
| 2018                                                | Areva-Orano (partiel)                               | Énergie                                             |
| 2021                                                | Air France-KLM (29 %)                               | Transports                                          |

Lors de la campagne pour l'élection présidentielle de 2022, Emmanuel Macron propose la renationalisation d'EDF afin d'assurer le financement des futurs réacteurs nucléaires, une proposition qui est ensuite confirmée par la Première ministre Élisabeth Borne lors de sa déclaration de politique générale devant les députés à l'Assemblée nationale.
| Nationalisations sous Emmanuel Macron II (depuis 2022) | Nationalisations sous Emmanuel Macron II (depuis 2022) | Nationalisations sous Emmanuel Macron II (depuis 2022) |
| ------------------------------------------------------ | ------------------------------------------------------ | ------------------------------------------------------ |
| 2023                                                   | EDF (100 %)                                            | Énergie                                                |